# 韋爾赫尼亞基夫齊
48°48′42″N 26°0′5″E / 48.81167°N 26.00139°E
韋爾赫尼亞基夫齊（烏克蘭語：Верхняківці）是位於烏克蘭西部泰爾諾皮爾州裏喬爾特基夫區的村莊，處於德涅斯特河畔，距離拉尼夫齊1.5公里，面積2.30平方公里，海拔高度206米，2001年人口688。